# Toyota Arena (Ontario, Kalifornien)
Die Toyota Arena ist eine Mehrzweckhalle in der US-amerikanischen Stadt Ontario im Bundesstaat Kalifornien. Der Bau im San Bernardino County ist im Besitz der Stadt Ontario und kostete 150 Millionen US-Dollar. Er wurde auf dem Gelände der ehemaligen Motorsport-Rennstrecke Ontario Motor Speedway errichtet. Momentan nutzt das Eishockey-Franchise der Ontario Reign der American Hockey League (AHL), das Hallenfußball-Franchise der Ontario Fury aus der Major Arena Soccer League (MASL) die Mehrzweckarena. Das Basketball-Franchise der Ontario Clippers der NBA G-League nutzte sie von 2017 bis 2024. Es ist die größte und modernste Halle in der Metropolregion Inland Empire, Südkalifornien.

## Geschichte
Die Arena trug in der Planungsphase die Bezeichnung Ontario Community Events Center. Im Oktober des Jahres wurde die Citizens Business Bank Namenssponsor der Veranstaltungshalle, die fortan Citizens Business Bank Arena hieß. Am 7. März 2007 war der Beginn der Bauarbeiten. Am 18. Oktober 2008 konnte die Arena eröffnet werden. Betrieben wird die Halle von ASM Global. Das Gebäude bietet 225.000 sq ft (20.900 m²) Fläche. Im Innenraum verteilen sich auf zwei Ebenen insgesamt 36 Luxus-Suiten. Je nach Veranstaltung bieten sich für Basketballspiele 10.832 Plätze, zum Eishockey und Hallenfußball 9736 Plätze in der Arena. Maximal finden 11.089 Personen Platz. Die Kosten für die Mehrzweckarena brachte die Stadt durch Landverkäufe auf. Am 24. Oktober des Jahres trafen die beiden NBA-Teams der Los Angeles Lakers und Oklahoma City Thunder in einer Partie der Preseason in der CBBA aufeinander. Das landesweit übertragene Spiel gewannen die Lakers mit 105:94.
Im Juni 2019 vereinbarten der damalige Betreiber SMG Worldwide und die Southern California Toyota Dealership Association (deutsch Vereinigung der Toyota-Händler in Südkalifornien) einen neuen Sponsorenvertrag über den Namen der Halle. Seitdem trägt sie den Namen Toyota Arena.

## Nutzer und Veranstaltungen
Neben den drei derzeitige Sportmannschaften nutzen weitere Teams die Arena in Ontario für ihre Partien. Die Ontario Reign der ECHL waren von 2008 bis 2015 in der Arena ansässig. Danach wurden sie zu den Manchester Monarchs wurden. Die Los Angeles D-Fenders trugen ihre Basketballspiele der D-League von 2008 bis 2009 in Ontario aus. Das Football-Team der Los Angeles Temptation der Legends Football League (LFL) war von 2011 bis 2014 und 2016 und 2019 in der Arena beheimatet. Die Ontario Warriors der American Indoor Football (AIF) war eine Heimmannschaft der Halle, wurde aber während ihrer ersten Saison im Jahr 2012 aufgelöst.
Die Rodeo-Veranstaltung Built Ford Tough Series der Professional Bull Riders (PBR) war 2009 und 2010 in der Halle zu Gast. Am 17. September 2009 trafen die kalifornischen NHL-Teams der Los Angeles Kings und der San Jose Sharks zu einem Spiel der Preseason in Ontario aufeinander. Die Kings siegten mit 2:1. 2010 wurde in der Citizens Business Bank Arena das ECHL All-Star Game ausgetragen. Im Jahr darauf machte die Eiskunstlauf-Veranstaltung Skate America 2011 Station in Ontario. Zehn Jahre nach dem All-Star Game der ECHL war die Toyota Arena 2020 Austragungsort des AHL All-Star Classic.
Des Weiteren finden Boxkämpfe, Wrestling, Mixed Martial Arts (MMA) oder Monstertruck-Veranstaltungen statt. Am 29. November 2008 boxten die Schwergewichtler Chris Arreola und Travis Walker in der Halle um einem WM-Titel. In einem weiteren Kampf des Abends standen sich Paul Williams und Verno Phillips gegenüber. Die peruanische Box-Weltmeisterin Kina Malpartida der WBO traf am 5. Dezember 2009 auf die Britin Lindsay Scragg und verteidigte ihren Titel. Der Pole Tomasz Adamek bezwang am 24. April 2010 Chris Arreola. Bei der Friday Night Fights des Sportsenders ESPN am 2. Juli 2010 boxten im Hauptkampf Demetrius Hopkins und Mike Arnaoutis gegeneinander. Ebenfalls bei einer Friday Night Fights am 13. August 2010 trafen Chris Arreola und Manuel Quezada im Ring der Arena von Ontario aufeinander.
Es fanden mehrere Wrestling-Veranstaltungen der WWE in der Toyota Arena statt.
Es fanden ebenso Veranstaltungen in der MMA wurden hier ausgetragen. Wie die World Series of Fighting 4: Spong vs. DeAnda der Professional Fighters League (PFL) in der sich Tyrone Spong und Angel DeAnda am 10. August 2013 gegenüber standen.
Neben den Sportveranstaltungen finden u. a. Konzerte, Familien- und Eisshows oder Graduierungsfeiern statt.